# Siduri
Siduri (lett. in hurrita "giovane donna", che potrebbe essere un epiteto di Ištar) è una divinità taverniera associata alla fermentazione, specificatamente alla birra e al vino, che compare nell'Epopea di Gilgameš.